# Icononzo
Icononzo es un municipio colombiano ubicado en el oriente del departamento del Tolima. Hace parte de la subregión de Sumapaz, junto con los municipios de Melgar, Carmen de Apicalá, Villarrica y Cunday.

## Toponimia
El nombre se debe a los nativos de este lugar el cual lo denominaron "Icononzue" cuya connotación es "susurro de aguas profundas". este municipio forma parte de la subregión del Sumapaz, debido a su excelente vista panorámica también se ha optado por denominarlo "El balcón del oriente del Tolima".

## División político-administrativa
Su cabecera municipal, se encuentra dividido en los siguientes barrios: Alto de la Virgen, Alfonso Uribe, La Campiña, Los Almendros, Obrero, Pueblo Nuevo, Santofimio, Miraflores.
Icononzo tiene bajo su jurisdicción los siguientes centros poblados:

Mapa veredal de Icononzo.

- Balconcitos
- Boquerón
- El Triunfo
- Mundo Nuevo
- Patecuinde

#### Veredas
El área rural de Icononzo está dividido en 30 veredas: 
Alto de Icononzo, Balconcitos, Basconta, Boquerón, Buenos Aires, Cafrería, Canadá-Escocia, Chaparro, Cuba, Dos Quebradas, El Mesón, El Páramo, El Triunfo, Guamitos, Hoya Grande, La Esperanza, La Fila, La Georgina, La Laja, La Maravilla, Montecristo, Nuevo Mundo, Paramitos, Parroquia Vieja, Paticuinde, Piedecuesta, Portachuelo, San José de Guatimol, Santuario y Yopal.

## Historia
Según la historia en 1875, existió la comunidad de Guamitos, heredada por Vicente Reyes Daza.
Durante la época colonizadora y hacia el año de 1888, llegaron Adriano Escobar Montejo, Guillermo Quijano, Alberto Williamson y otros, quienes crearon una pequeña comunidad al lado del camino que conduce a la población de Guamitos, distante una media hora, la que denominaron la parroquia, y que mediante ordenanza n.º 3 de julio 16 del mismo año, se instituyó como Corregimiento de Icononzo.
Hacia el año de 1892, los señores Reyes Daza y Williamson, iniciaron el montaje de las haciendas Canadá y Escocia. La oferta de trabajo en la región se constituyó en problema por la escasez de vivienda, lo cual se tradujo en problemas de invasión. Esta situación motivó a los dueños de las haciendas a donar terrenos que solucionaran en parte el problema; fue así como se inició la construcción de 17 nuevas casas, originándose la formación de un nuevo poblado, el cual por razones de su riqueza y creciente desarrollo fue elevado a la categoría de municipio, mediante la Ordenanza n.º 21 de abril de 1915, luego de haber sido devuelto al departamento del Tolima con otros territorios que se encontraban bajo la jurisdicción de Cundinamarca.

## Geografía
Icononzo se encuentra situado al oriente del departamento del Tolima, a una altitud de 1304 m s. n. m.; su latitud norte es de 4:11´04” y su longitud es de 70:27´20”, su temperatura media es de 21 °C. Hace parte de la subregión del Sumapaz, junto con los Municipios de Melgar, Carmen de Apicalá, Villarrica y Cunday.

### Área
El Municipio posee un área de 23 886 ha, de las cuales corresponde a la Zona Urbana 24,2 ha y al Área Rural 23 841,8 ha.

### Límites municipales
Icononzo está delimitado por los siguientes municipios y con Cundinamarca (Provincia del Sumapaz) al oriente
| Noroeste: Melgar                    | Norte: Tibacuy, Fusagasugá y Arbeláez ( Cundinamarca) (Río Sumapaz) | Nordeste: Pandi ( Cundinamarca)                          |
| Oeste: Límite entre Melgar y Cunday |                                                                     | Este: Pandi ( Cundinamarca) (Río Sumapaz)                |
| Suroeste: Cunday                    | Sur: Cunday                                                         | Sureste: Venecia (Río Sumapaz) y Cabrera ( Cundinamarca) |

## Símbolos representativos
- Escudo: se caracteriza por estar conformado por la bandera de Colombia al lado izquierdo y la bandera municipal al lado derecho, en mismo se plasma la riqueza histórica, cultural y económica del municipio.

- Bandera: compuesta por tres franjas de igual proporción una verde, una amarilla y una blanca plasma aspectos característicos de Icononzo; el amarillo representa la riqueza de este pueblo en cuanto a sus suelos y la vitalidad de la gente que allí convive; el blanco representa la paz y la tranquilidad de la cual Icononzo disfruta; y el verde representa la frescura de sus cafetales, la esperanza y la amistad que allí prevalecen.

- Himno: que se ha producido

| Autor Ricaurte Baquero Ramírez. Que nuestras voces resuenen altivas Al rendir homenaje a tu suelo Al exaltar en tu nombre Icononzo Nuestras voces retumben hasta el cielo. |  | En tus lares nacimos un día Nuestra cuna lo fue tu regazo Y amoroso nos das acogida A arrullo de un cálido abrazo. En tu suelo crecen las semillas De progreso esperanza y gratitud Y sus gentes honestas y sencillas Son la fuente de paz y de virtud. |  | Oh Icononzo hoy te muestras pujante De tu historia glorioso de engalanas En el Tolima brillas como un diamante Y de tu nombre muy altivo te ufanas. De mi ancestro de Doas y Panches Icononzo es nuestra heredad Orgullosos mostramos al mundo La maravilla de tu puente natural. |  |  |

## Economía
Icononzo es un municipio agrícola por excelencia. Basa su economía en el cultivo del café, producto que posee una explotación técnica, gracias a la asistencia que brinda la Federación Nacional de Cafeteros.
Un segundo renglón en importancia, lo constituye el cultivo de frutales, principalmente el banano que genera ingresos permanentes a los agricultores, debido a su producción semanal; otros cultivos como el de la naranja, mandarina, guayaba y aguacate, presentan una producción de temporada.
La agricultura mecanizada es prácticamente imposible en el Municipio, debido principalmente a las condiciones topográficas de la Región y a las características propias de los cultivos, los cuales requieren en su mayoría de procesos manuales de cultivo.
En los últimos años se han introducido nuevos cultivos que se han adaptado muy bien a las condiciones geo-térmicas del municipio del mismo modo que han sido rentables como lo son los cultivos de tomate, frijol, habichuela, arveja; y en proporciones menores gulupa, uchuva, granadilla, etc.
Otro componente de la economía icononzuna que está adquiriendo auge es la ganadería con razas vacunas como el cebú, gir, hoster, entre otros.
La comercialización de los productos agropecuarios, se hace a través de cooperativas y de intermediarios quienes los comercian con el principal centro de consumo: Bogotá.
La actividad minera, se centra en la explotación de una mina de carbón ubicada en la vereda de Parroquia Vieja, explotación que se hace de manera rudimentaria.
La actividad piscícola está poco desarrollada, principalmente para el consumo.
La industria manufacturera, no ha tenido ningún tipo de desarrollo y la actividad se genera en torno a la organización familiar, orientada principalmente a la fabricación de artículos de cuero y de madera.

## Movilidad
Icononzo está conectado por Melgar por la Ruta Nacional 40, a través de la vía Cualamaná (de 22 km) hasta su casco urbano. También tiene una conexión con Pandi y de ésta por el límite oriental se llega al Boquerón de Fusagasugá por la misma ruta nacional (11 km). Por el sur se comunica con Cunday y Villarrica.

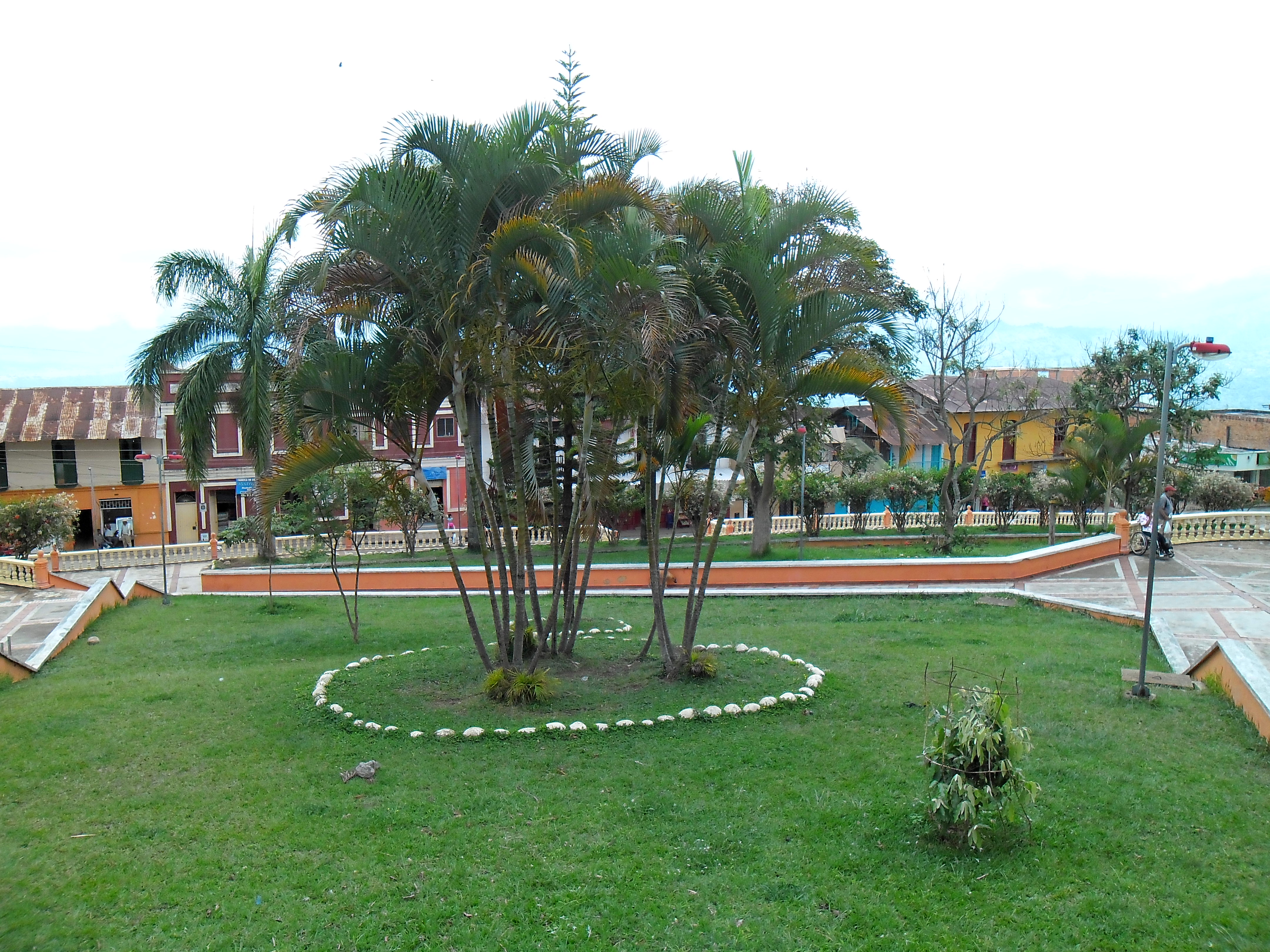
Plaza Mayor de Icononzo

## Ferias y Fiestas
El municipio de Icononzo celebra cada año sus festividades en el mes de enero con el Festival del Retorno, evento que está a la espera de quienes son amantes de la sana diversión, cultura, tradiciones y folclor.
Dentro de las actividades más llamativas se destacan las corralejas que tienen lugar en la Plaza de Toros los Hornitos, el festival internacional de danzas, las verbenas populares, las cabalgatas y el recibimiento de colonias.

## Turismo

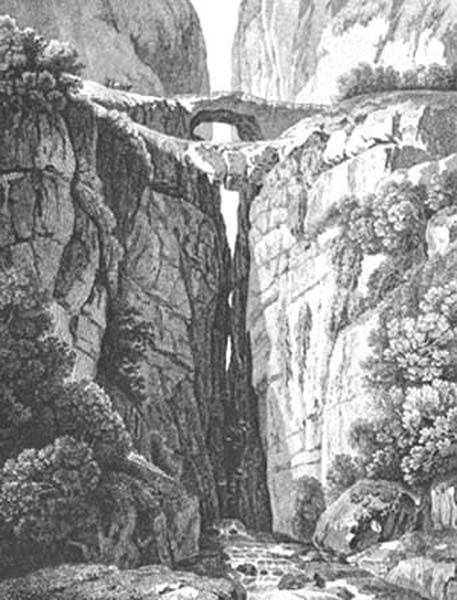
Puente natural sobre el río Sumapaz, Icononzo según grabado del.

El municipio cuenta con sitios turísticos en el área urbana como la Iglesia San Vicente de Paul, el Parque Principal, la Piscina Municipal, la Hacienda Canadá Escocia y la plaza de Toros Hornitos.
En la zona rural, desde la colonia es famoso el puente de piedra natural sobre el río Sumapaz siendo reseñado y descrito por viajeros y naturalistas de la talla de Alexander von Humboldt y considerado en su momento como una de las cien maravillas naturales del mundo.
También se destacan en el área rural por su interés turístico y ecológico lugares como El Salto, La Cara del Indio, la Quebrada la Laja, Juanlopitoz, la Hacienda Cafrería, la Hacienda Valparaíso y la Hacienda Guatimbol.

## Estructura organizacional municipal
| Icononzo     | Icononzo    | Icononzo                   |
| Departamento | Código DANE | Categoría municipal (2022) |
| ------------ | ----------- | -------------------------- |
| Tolima       | 73352       | Sexta                      |

- Personería: Es un centro del Ministerio Público de Colombia que ejerce, vigila y hace control sobre la gestión de las alcaldías y entes descentralizados; velan por la promoción y protección de los derechos humanos; vigilan el debido proceso, la conservación del medio ambiente, el patrimonio público y la prestación eficiente de los servicios públicos, garantizando a la ciudadanía la defensa de sus derechos e intereses.

El actual Personero municipal es x (2024-2027).
- Concejo Municipal: Se regulan por los reglamentos internos de la corporación en el marco de la Constitución Política Colombiana (artículo 313) y las leyes, en especial la Ley 136 de 1994 y la Ley 1551 de 2012.

Constituido por x concejales por un periodo de 4 años.  Actualmente se encuentra distribuido con los siguientes partidos para el periodo 2024 - 2027 de la siguiente forma:
x (Conservador), x (Liberal), x (Partido de la U), x (Fuerza de La Paz), x (ASI), x (Mais) y x (Cambio Radical).
- Alcaldía Municipal: En esta se encuentra la administración municipal y las entidades descentralizadas del municipio.

El Alcalde se pronuncia mediante decretos y se desempeña como representante legal, judicial y extrajudicial del municipio. El actual Alcalde municipal es Hugo Jiménez Quiches (2024-2027), elegido por voto popular.

## Servicios públicos
- Energía Eléctrica: Celsia, es la empresa prestadora del servicio de energía eléctrica.
- Gas Natural: Alcanos de Colombia es la empresa distribuidora y comercializadora de gas natural en el municipio.